# Säkularinstitut Frauen von Schönstatt
Das Säkularinstitut Frauen von Schönstatt ist als Gliederung der Schönstattbewegung ein Säkularinstitut der katholischen Kirche für Frauen.
Die Mitglieder leben gottgeweiht mitten in der Welt gemäß den evangelischen Räten der Armut, des Gehorsams und der Ehelosigkeit. Im Gegensatz zu den Schönstätter Marienschwestern leben sie nicht in Hausgemeinschaften und tragen als Mitglieder eines Säkularinstituts keine Tracht. Der Gemeinschaft gehören etwa 300 Frauen an, vorwiegend in Deutschland und dem benachbarten Europa sowie in Lateinamerika.

## Geschichte
Nachdem 1926 die Marienschwestern als Schwesterngemeinschaft der Schönstattbewegung gegründet worden war, entstanden aber auch Bestrebungen, für Frauen eine Gemeinschaft als „Orden in der Welt“ zu bilden. Erste Versuche in der neugeschaffenen Lebensform begannen 1935, 1938 wurden die erste Satzungen erarbeitet und der Name „Frauen von Schönstatt“ festgelegt. Das erste Noviziat begann dann 1941. Im Jahr 1949 begann die Gemeinschaft mit dem Bau ihres Mutterhauses, dem Haus Regina in Schönstatt.
Die kirchliche Anerkennung erhielt die Gemeinschaft am 31. Mai 1972 mit der Errichtung als Säkularinstitut und Anerkennung zum Institut bischöflichen Rechts. Am 15. September 1977 erfolgte die Anerkennung als Institut päpstlichen Rechts. In Übereinstimmung mit dem Codex Iuris Canonici Cann. 710-730 von 1983 sind sie ein Institut des geweihten Lebens.